# Championnat du monde de Formule E FIA 2023-2024
Navigation
2022-2023 2024-2025
Le championnat du monde de Formule E FIA 2023-2024 est la dixième saison du championnat du monde de Formule E, régi par la Fédération internationale de l'automobile. Son calendrier est composé de 16 courses courses réparties dans 10 pays différents. Les villes de Tokyo (Japon), Shanghai (Chine) et Misano (Italie) arrivent pour la première fois au calendrier.

## Écuries et pilotes
| Équipe                           | Moteur                | N° | Pilotes                | Manches     |
| -------------------------------- | --------------------- | -- | ---------------------- | ----------- |
| ABT CUPRA Formula E Team         | Mahindra M10-Electro  | 11 | Lucas di Grassi        | Toutes      |
| ABT CUPRA Formula E Team         | Mahindra M10-Electro  | 51 | Nico Müller            | 1-8, 11-16  |
| ABT CUPRA Formula E Team         | Mahindra M10-Electro  | 51 | Kelvin Van der Linde   | 9-10        |
| Andretti Formula E               | Porsche 99X Electric  | 1  | Jake Dennis            | Toutes      |
| Andretti Formula E               | Porsche 99X Electric  | 17 | Norman Nato            | Toutes      |
| DS Penske                        | DS E-Tense FE23       | 2  | Stoffel Vandoorne      | Toutes      |
| DS Penske                        | DS E-Tense FE23       | 25 | Jean-Éric Vergne       | Toutes      |
| Envision Racing                  | Jaguar I-Type 6       | 4  | Robin Frijns           | 1-8, 11-16  |
| Envision Racing                  | Jaguar I-Type 6       | 4  | Joel Eriksson          | 9-10        |
| Envision Racing                  | Jaguar I-Type 6       | 16 | Sébastien Buemi        | 1-8, 11-16  |
| Envision Racing                  | Jaguar I-Type 6       | 16 | Paul Aron              | 9-10        |
| ERT Formula E Team               | ERT X24               | 3  | Sérgio Sette Câmara    | Toutes      |
| ERT Formula E Team               | ERT X24               | 33 | Dan Ticktum            | Toutes      |
| Jaguar TCS Racing                | Jaguar I-Type 6       | 9  | Mitch Evans            | Toutes      |
| Jaguar TCS Racing                | Jaguar I-Type 6       | 37 | Nick Cassidy           | Toutes      |
| Mahindra Racing                  | Mahindra M10-Electro  | 21 | Nyck de Vries          | 1-8, 11-16  |
| Mahindra Racing                  | Mahindra M10-Electro  | 21 | Jordan King            | 9-10        |
| Mahindra Racing                  | Mahindra M10-Electro  | 48 | Edoardo Mortara        | Toutes      |
| Maserati MSG Racing              | Maserati Tipo Folgore | 7  | Maximilian Günther     | Toutes      |
| Maserati MSG Racing              | Maserati Tipo Folgore | 18 | Jehan Daruvala         | Toutes      |
| Neom McLaren Formula E Team      | Nissan e-4ORCE 04     | 5  | Jake Hughes            | Toutes      |
| Neom McLaren Formula E Team      | Nissan e-4ORCE 04     | 8  | Sam Bird               | 1-8, 11-16  |
| Neom McLaren Formula E Team      | Nissan e-4ORCE 04     | 8  | Taylor Barnard         | 8-10        |
| Nissan Formula E Team            | Nissan e-4ORCE 04     | 22 | Oliver Rowland         | 1-12, 15-16 |
| Nissan Formula E Team            | Nissan e-4ORCE 04     | 22 | Caio Collet            | 13-14       |
| Nissan Formula E Team            | Nissan e-4ORCE 04     | 23 | Sacha Fenestraz        | Toutes      |
| TAG Heuer Porsche Formula E Team | Porsche 99X Electric  | 13 | António Félix da Costa | Toutes      |
| TAG Heuer Porsche Formula E Team | Porsche 99X Electric  | 94 | Pascal Wehrlein        | Toutes      |

## Mouvements chez les pilotes

### Transferts
- Nick Cassidy quitte Envision pour rejoindre Jaguar.
- Lucas di Grassi quitte Mahindra pour rejoindre ABT.
- Robin Frijns quitte ABT pour rejoindre Envision.
- Edoardo Mortara quitte Maserati pour rejoindre Mahindra.
- Norman Nato quitte Nissan pour rejoindre Andretti.
- Sam Bird quitte Jaguar pour rejoindre McLaren.

### Débutants

#### Avant la saison
- Jehan Daruvala (4 saisons en Formule 2 et pilote de réserve Mahindra en 2023) chez Maserati en tant que titulaire.
- Kush Maini (pilote en Formule 2) chez Mahindra en tant que pilote de réserve.

#### Pendant la saison
- Paul Aron (pilote en Formule 2) chez Envision pour la manche de Berlin en remplacement de Sebastian Buemi, qui court dans les 6 Heures de Spa en championnat du monde d'endurance.
- Taylor Barnard (pilote en Formule 2) chez Neom McLaren en pour la manche de Monaco en remplacement de Sam Bird, blessé[1].
- Jordan King, après plusieurs années en tant que pilote de réserve de Mahindra, chez cette même équipe pour la manche de Berlin en remplacement de Nyck de Vries, qui court dans les 6 Heures de Spa en championnat du monde d'endurance.

### Retour de pilotes

#### Avant la saison
- Nyck de Vries (42 courses, 4 victoires entre 2019 et 2022 et le titre pilote 2020-2021 avec Mercedes) rejoint Mahindra.

#### Pendant la saison
- Joel Eriksson (8 courses et 1 points en 2020-2021), chez Envision pour la manche de Berlin en remplacement de Robin Frijns, qui court dans les 6 Heures de Spa en championnat du monde d'endurance.

### Pilotes reconduits
- Nico Müller chez ABT.
- Jake Dennis chez Andretti.
- Stoffel Vandoorne et Jean-Éric Vergne chez DS Penske.
- Sébastien Buemi chez Envision.
- Sérgio Sette Camara et Dan Ticktum chez ERT.
- Mitch Evans chez Jaguar.
- Maximilian Günther chez Maserati.
- Jake Hughes chez McLaren.
- Sacha Fenestraz chez Nissan.
- Pascal Wehrlein et Antonio Félix da Costa chez Porsche.

### Départs de pilotes
- André Lotterer (5 saisons et 7 podiums) quitte Andretti et arrête sa carrière en monoplace concentrer sur l'Endurance avec Porsche. Il reste cependant pilote de réserve chez Porsche.
- René Rast (2 saisons et 3 podiums) n'est pas reconduit par McLaren.

### Changement chez les écuries
- Andretti Formula E ne prolonge pas l'accord avec son sponsor Avalanche après que la structure Andretti ait annoncé que toutes ses écuries rouleraient sous la bannière Andretti Global à partir de 2024[2].
- Le 20 octobre 2023, NIO 333 annonce se renommer « ERT Formula E Team » à partir de la saison 2023-2024[3].

## Essais de pré-saison
Les essais de pré-saison se déroulent les 24, 25 et 27 octobre 2023 sur le circuit Ricardo Tormo de Valence. Ils sont répartis sur six séances (deux chaque jour avec une première le matin et une seconde l'après-midi). Les séances du 25 octobre ont été suspendues puis annulées à la suite d'un incident dans le stand de Williams Grand Prix Engineering, fournisseur des batteries pour la catégorie. 
| Date            | Lieu/Ville       | Circuit               | Meilleur tour  | Pilote      | Écurie            |
| --------------- | ---------------- | --------------------- | -------------- | ----------- | ----------------- |
| 24 octobre 2023 | Valence, Espagne | Circuit Ricardo Tormo | 1 min 24 s 474 | Mitch Evans | Jaguar TCS Racing |
| 25 octobre 2023 | Valence, Espagne | Circuit Ricardo Tormo | Annulée        | Annulée     | Annulée           |
| 27 octobre 2023 | Valence, Espagne | Circuit Ricardo Tormo | 1 min 24 s 617 | Mitch Evans | Jaguar TCS Racing |

## Calendrier des courses prévues
Le calendrier complet de la saison 2023-2024 de Formule E est officialisé par la FIA le 22 novembre 2023. Il est constitué de 16 courses réparties dans dix pays, dont six manches composées de deux courses. Les circuits de Tokyo, Shangaï et Misano figurent au calendrier pour la toute première fois.
| N°   | ePrix                      | Pays            | Circuit                               | Date            |
| ---- | -------------------------- | --------------- | ------------------------------------- | --------------- |
| 117e | E-Prix de Mexico           | Mexique         | Autódromo Hermanos Rodríguez          | 13 janvier 2024 |
| 118e | E-Prix de Dariya           | Arabie Saoudite | Circuit urbain de Dariya              | 26 janvier 2024 |
| 119e | E-Prix de Dariya           | Arabie Saoudite | Circuit urbain de Dariya              | 27 janvier 2024 |
| 120e | E-Prix de São Paulo        | Brésil          | Circuit urbain de São Paulo           | 16 mars 2024    |
| 121e | E-Prix de Tokyo            | Japon           | Circuit urbain de Tokyo               | 30 mars 2024    |
| 122e | E-Prix de Misano Adriatico | Italie          | Misano World Circuit Marco Simoncelli | 13 avril 2024   |
| 123e | E-Prix de Misano Adriatico | Italie          | Misano World Circuit Marco Simoncelli | 14 avril 2024   |
| 124e | E-Prix de Monaco           | Monaco          | Circuit de Monaco                     | 27 avril 2024   |
| 125e | E-Prix de Berlin           | Allemagne       | Circuit de Berlin-Tempelhof           | 11 mai 2024     |
| 126e | E-Prix de Berlin           | Allemagne       | Circuit de Berlin-Tempelhof           | 12 mai 2024     |
| 127e | E-Prix de Shanghai         | Chine           | Circuit international de Shanghai     | 25 mai 2024     |
| 128e | E-Prix de Shanghai         | Chine           | Circuit international de Shanghai     | 26 mai 2024     |
| 129e | E-Prix de Portland         | États-Unis      | Portland International Raceway        | 29 juin 2024    |
| 130e | E-Prix de Portland         | États-Unis      | Portland International Raceway        | 30 juin 2024    |
| 131e | E-Prix de Londres          | Royaume-Uni     | Circuit d'ExCeL London                | 20 juillet 2024 |
| 132e | E-Prix de Londres          | Royaume-Uni     | Circuit d'ExCeL London                | 21 juillet 2024 |

## Résultats de la saison
| N° | Lieu/Ville  | Pole position    | Meilleur Tour      | Vainqueur              | Écurie                           | Résumé |
| -- | ----------- | ---------------- | ------------------ | ---------------------- | -------------------------------- | ------ |
| 1  | Mexico City | Pascal Wehrlein  | Nick Cassidy       | Pascal Wehrlein        | TAG Heuer Porsche Formula E Team | Résumé |
| 2  | Dariya      | Jean-Éric Vergne | Jake Dennis        | Jake Dennis            | Andretti Global                  | Résumé |
| 3  | Dariya      | Oliver Rowland   | Nick Cassidy       | Nick Cassidy           | Jaguar TCS Racing                | Résumé |
| 4  | São Paulo   | Pascal Wehrlein  | Sébastien Buemi    | Sam Bird               | Neom McLaren Formula E Team      | Résumé |
| 5  | Tokyo       | Oliver Rowland   | Maximilian Günther | Maximilian Günther     | Maserati MSG Racing              | Résumé |
| 6  | Misano      | Mitch Evans      | Oliver Rowland     | Oliver Rowland         | Nissan Formula E Team            | Résumé |
| 7  | Misano      | Jake Hughes      | Pascal Wehrlein    | Pascal Wehrlein        | TAG Heuer Porsche Formula E Team | Résumé |
| 8  | Monaco      | Pascal Wehrlein  | Nick Cassidy       | Mitch Evans            | Jaguar TCS Racing                | Résumé |
| 9  | Berlin      | Edoardo Mortara  | Nick Cassidy       | Nick Cassidy           | Jaguar TCS Racing                | Résumé |
| 10 | Berlin      | Jake Dennis      | Nick Cassidy       | António Félix da Costa | TAG Heuer Porsche Formula E Team | Résumé |
| 11 | Shanghai    | Jean-Éric Vergne | Jake Dennis        | Mitch Evans            | Jaguar TCS Racing                | Résumé |
| 12 | Shanghai    | Jake Hughes      | Norman Nato        | Antonio Félix da Costa | TAG Hauer Porsche Formula E Team | Résumé |
| 13 | Portland    | Mitch Evans      | Mitch Evans        | Antonio Félix da Costa | TAG Hauer Porsche Formula E Team | Résumé |
| 14 | Portland    | Jean-Éric Vergne | Robin Frijns       | Antonio Félix da Costa | TAG Hauer Porsche Formula E Team | Résumé |
| 15 | Londres     | Mitch Evans      | Mitch Evans        | Pascal Wehrlein        | TAG Hauer Porsche Formula E Team | Résumé |
| 16 | Londres     | Nick Cassidy     | Jake Hughes        | Oliver Rowland         | Nissan Formula E Team            | Résumé |

## Classements

### Système de points
Les points de la course sont attribués aux dix premiers pilotes classés. La pole position rapporte trois points, et un point est attribué pour le meilleur tour en course. Ce système d'attribution des points est utilisé pour chaque course du championnat.
| Position | 1er | 2e | 3e | 4e | 5e | 6e | 7e | 8e | 9e | 10e | Pole | MT |
| Points   | 25  | 18 | 15 | 12 | 10 | 8  | 6  | 4  | 2  | 1   | 3    | 1  |

### Classement des Pilotes
| Pos | Pilote                 | Ecurie    | MEX  | DAR  | DAR  | SAO  | TKO  | MIS  | MIS  | MON   | BER  | BER  | SHG  | SHG  | POR  | POR  | LON  | LON  | Pts |
| --- | ---------------------- | --------- | ---- | ---- | ---- | ---- | ---- | ---- | ---- | ----- | ---- | ---- | ---- | ---- | ---- | ---- | ---- | ---- | --- |
| 1   | Pascal Wehrlein        | Porsche   | 1    | 8    | 7    | 4    | 5    | 16   | 1    | 5     | 5    | 4    | 2    | 20   | 10   | 4    | 1    | 2    | 198 |
| 2   | Mitch Evans            | Jaguar    | 5    | 5    | 10   | 2    | 15   | 5    | Abd. | 1     | 4    | 6    | 1    | 5    | 8    | 3    | 2    | 3    | 192 |
| 3   | Nick Cassidy           | Jaguar    | 3    | 3    | 1    | Abd. | 8    | Abd. | 3    | 2     | 1    | 2    | 3    | 4    | 19   | 13   | 7    | Abd. | 176 |
| 4   | Oliver Rowland         | Nissan    | 11   | 13   | 3    | 3    | 2    | 1    | Abd. | 6     | 3    | 3    | 4    | 10   |      |      | 15   | 1    | 156 |
| 5   | Jean-Éric Vergne       | DS Penske | 6    | 2    | 8    | 7    | 12   | 6    | 7    | 4     | 2    | 10   | 6    | 7    | 3    | 5    | 17   | 5    | 139 |
| 6   | António Félix da Costa | Porsche   | Abd. | 16   | 14   | 6    | 4    | Dsq. | 17   | 7     | 6    | 1    | 18   | 1    | 1    | 1    | Abd. | 13   | 134 |
| 7   | Jake Dennis            | Andretti  | 9    | 1    | 12   | 5    | 3    | 2    | 2    | 20    | Abd. | 5    | 5    | 11   | 6    | 10   | 16   | Abd. | 122 |
| 8   | Maximilian Günther     | Maserati  | 4    | 7    | 9    | 9    | 1    | 3    | 12   | 9     | Abd. | Abd. | 21   | 8    | Abd. | 8    | Abd. | Abd. | 73  |
| 9   | Robin Frijns           | Envision  | Abd. | 10   | 2    | 18   | 9    | 17   | Abd. | 17    |      |      | 12   | 9    | 2    | 2    | Abd. | 7    | 66  |
| 10  | Stoffel Vandoorne      | DS Penske | 8    | 14   | 5    | 8    | 16   | 8    | Abd. | 3     | 7    | 20   | 9    | 6    | 9    | 11   | 9    | 8    | 61  |
| 11  | Sébastien Buemi        | Envision  | 2    | 12   | Np.  | 10   | 13   | 12   | Abd. | 15    |      |      | 8    | 12   | 20   | 9    | 3    | 4    | 53  |
| 12  | Nico Müller            | ABT Cupra | 17   | 18   | 13   | Abd. | 7    | 11   | 4    | Abd.  |      |      | 15   | 15   | 5    | 6    | 6    | 6    | 52  |
| 13  | Sam Bird               | McLaren   | 14   | 4    | Abd. | 1    | Abd  | Abd. | 10   | Forf. |      |      | 17   | Abd. | 7    | Abd. | 8    | Abd. | 48  |
| 14  | Jake Hughes            | McLaren   | 7    | 11   | 4    | Abd  | 14   | 13   | 8    | 16    | 15   | 12   | 16   | 2    | 21   | Abd. | Abd. | 10   | 48  |
| 15  | Norman Nato            | Andretti  | 10   | 6    | 16   | 17   | 6    | 7    | 16   | 10    | 18   | 19   | 14   | 3    | 13   | 7    | 10   | 12   | 47  |
| 16  | Edoardo Mortara        | Mahindra  | 13   | 15   | 11   | 12   | Dsq. | Abd. | 13   | Abd.  | 8    | 16   | Abd. | 13   | 4    | Abd. | 5    | Abd. | 29  |
| 17  | Sacha Fenestraz        | Nissan    | 12   | Abd. | 6    | 11   | 11   | 9    | 5    | 8     | 9    | Abd. | 11   | 14   | 15   | 18   | 14   | 15   | 26  |
| 18  | Nyck de Vries          | Mahindra  | 15   | 17   | 15   | 14   | Abd. | 14   | 15   | 12    |      |      | 7    | 16   | 12   | Abd. | 4    | 16   | 18  |
| 19  | Dan Ticktum            | ERT       | 18   | 21   | Abd. | 16   | 18   | 4    | 14   | 13    | 14   | 17   | 20   | 21   | 17   | 15   | 13   | 14   | 12  |
| 20  | Sérgio Sette Câmara    | ERT       | Np.  | 9    | 17   | Dsq. | 10   | 15   | 6    | 19    | 16   | 13   | 13   | 18   | 14   | 14   | 12   | 11   | 11  |
| 21  | Jehan Daruvala         | Maserati  | 16   | 20   | Abd. | 15   | 17   | 18   | 9    | 18    | 17   | 7    | 19   | 17   | 16   | 12   | 18   | Abd. | 8   |
| 22  | Taylor Barnard         | McLaren   |      |      |      |      |      |      |      | 14    | 10   | 8    |      |      |      |      |      |      | 5   |
| 23  | Lucas di Grassi        | ABT Cupra | Abd. | 19   | 18   | 13   | Abd. | 10   | 11   | 11    | Abd. | 11   | 10   | 19   | 11   | 17   | 11   | 9    | 4   |
| 24  | Joel Eriksson          | Envision  |      |      |      |      |      |      |      |       | Abd. | 9    |      |      |      |      |      |      | 2   |
| 25  | Kelvin Van der Linde   | ABT Cupra |      |      |      |      |      |      |      |       | 11   | 15   |      |      |      |      |      |      | 0   |
| 26  | Jordan King            | Mahindra  |      |      |      |      |      |      |      |       | 12   | 18   |      |      |      |      |      |      | 0   |
| 27  | Paul Aron              | Envision  |      |      |      |      |      |      |      |       | 13   | 14   |      |      |      |      |      |      | 0   |
| 28  | Caio Collet            | Nissan    |      |      |      |      |      |      |      |       |      |      |      |      | 18   | 16   |      |      | 0   |
|     |                        |           |      |      |      |      |      |      |      |       |      |      |      |      |      |      |      |      |     |

### Classement des équipes
| Pos. | Équipe                           | N° | MEX  | DAR  | DAR  | SAO  | TKO  | MIS  | MIS  | MON  | BER  | BER  | SHG  | SHG  | POR  | POR  | LON  | LON  | Pts |
| ---- | -------------------------------- | -- | ---- | ---- | ---- | ---- | ---- | ---- | ---- | ---- | ---- | ---- | ---- | ---- | ---- | ---- | ---- | ---- | --- |
| 1    | Jaguar TCS Racing                | 9  | 5    | 5    | 10   | 2    | 15   | 5    | Abd. | 1    | 4    | 6    | 1    | 5    | 8    | 3    | 2    | 3    | 368 |
| 1    | Jaguar TCS Racing                | 37 | 3    | 3    | 1    | Abd. | 8    | Abd. | 3    | 2    | 1    | 2    | 3    | 4    | 19   | 13   | 7    | Abd. | 368 |
| 2    | TAG Heuer Porsche Formula E Team | 13 | Abd. | 16   | 14   | 6    | 4    | Dsq. | 17   | 7    | 6    | 1    | 18   | 1    | 1    | 1    | Abd. | 13   | 332 |
| 2    | TAG Heuer Porsche Formula E Team | 94 | 1    | 8    | 7    | 4    | 5    | 16   | 1    | 5    | 5    | 4    | 2    | 20   | 10   | 4    | 1    | 2    | 332 |
| 3    | DS Penske                        | 2  | 8    | 14   | 5    | 8    | 16   | 8    | Abd. | 3    | 7    | 20   | 9    | 6    | 9    | 11   | 9    | 8    | 200 |
| 3    | DS Penske                        | 25 | 6    | 2    | 8    | 7    | 12   | 6    | 7    | 4    | 2    | 10   | 6    | 7    | 3    | 5    | 17   | 5    | 200 |
| 4    | Nissan Formula E Team            | 22 | 11   | 13   | 3    | 3    | 2    | 1    | Abd. | 6    | 3    | 3    | 4    | 10   | 18   | 16   | 15   | 1    | 182 |
| 4    | Nissan Formula E Team            | 23 | 12   | Abd. | 6    | 11   | 11   | 9    | 5    | 8    | 9    | Abd. | 11   | 14   | 15   | 18   | 14   | 15   | 182 |
| 5    | Andretti Global                  | 1  | 9    | 1    | 12   | 5    | 3    | 2    | 2    | 20   | Abd. | 5    | 5    | 11   | 6    | 10   | 16   | Abd. | 169 |
| 5    | Andretti Global                  | 17 | 10   | 6    | 16   | 17   | 6    | 7    | 16   | 10   | 18   | 19   | 14   | 3    | 13   | 7    | 10   | 12   | 169 |
| 6    | Envision Racing                  | 4  | Abd. | 10   | 2    | 18   | 9    | 17   | Abd. | 17   | Abd. | 9    | 12   | 9    | 2    | 2    | Abd. | 7    | 121 |
| 6    | Envision Racing                  | 16 | 2    | 12   | Np.  | 10   | 13   | 12   | Abd. | 15   | 13   | 14   | 8    | 12   | 20   | 9    | 3    | 4    | 121 |
| 7    | Neom McLaren Formula E Team      | 5  | 7    | 9    | 4    | Abd. | 14   | 13   | 8    | 16   | 15   | 12   | 16   | 2    | 21   | Abd. | Abd. | 10   | 101 |
| 7    | Neom McLaren Formula E Team      | 8  | 14   | 4    | Abd. | 1    | Abd. | Abd. | 10   | 14   | 10   | 8    | 17   | Abd. | 7    | Abd. | 8    | Abd. | 101 |
| 8    | Maserati MSG Racing              | 7  | 4    | 7    | 9    | 9    | 1    | 3    | 12   | 9    | Abd. | Abd. | 21   | 8    | Abd. | 8    | Abd. | Abd. | 81  |
| 8    | Maserati MSG Racing              | 18 | 16   | 20   | Abd. | 15   | 17   | 18   | 9    | 18   | 17   | 7    | 19   | 17   | 16   | 12   | 18   | Abd. | 81  |
| 9    | ABT CUPRA Formula E Team         | 11 | Abd. | 19   | 18   | 13   | Abd. | 10   | 11   | 11   | Abd. | 11   | 10   | 19   | 11   | 17   | 11   | 9    | 56  |
| 9    | ABT CUPRA Formula E Team         | 51 | 17   | 18   | 13   | Abd. | 7    | 11   | 4    | Abd. | 11   | 15   | 15   | 15   | 5    | 6    | 6    | 6    | 56  |
| 10   | Mahindra Racing                  | 21 | 15   | 17   | 15   | 14   | Abd. | 14   | 15   | 12   | 12   | 18   | 7    | 16   | 12   | Abd. | 4    | 16   | 47  |
| 10   | Mahindra Racing                  | 48 | 13   | 15   | 11   | 12   | Dsq. | Abd. | 13   | Abd. | 8    | 16   | Abd. | 13   | 4    | Abd. | 5    | Abd. | 47  |
| 11   | ERT Formula E Team               | 3  | Np.  | 9    | 17   | Dsq. | 10   | 15   | 6    | 19   | 16   | 13   | 13   | 18   | 14   | 14   | 12   | 11   | 23  |
| 11   | ERT Formula E Team               | 33 | 18   | 21   | Abd. | 16   | 18   | 4    | 14   | 13   | 14   | 17   | 19   | 21   | 17   | 15   | 13   | 14   | 23  |

### Classement des constructeurs
| Pos. | Constructeur                     | MEX | DAR | DAR  | SAO  | TKO  | MIS | MIS  | MON | BER | BER | SHG | SHG | POR | POR | LON | LON | Pts |
| ---- | -------------------------------- | --- | --- | ---- | ---- | ---- | --- | ---- | --- | --- | --- | --- | --- | --- | --- | --- | --- | --- |
| 1    | Jaguar Jaguar / Envision         | 2   | 3   | 1    | 2    | 8    | 5   | 3    | 1   | 1   | 2   | 1   | 4   | 2   | 2   | 2   | 3   | 455 |
| 1    | Jaguar Jaguar / Envision         | 3   | 5   | 2    | 10   | 9    | 12  | Abd. | 2   | 4   | 6   | 3   | 5   | 8   | 3   | 3   | 4   | 455 |
| 2    | Porsche Porsche / Andretti       | 1   | 1   | 7    | 4    | 3    | 2   | 1    | 5   | 5   | 1   | 2   | 1   | 1   | 1   | 1   | 2   | 451 |
| 2    | Porsche Porsche / Andretti       | 9   | 6   | 12   | 5    | 4    | 7   | 2    | 7   | 6   | 5   | 5   | 3   | 6   | 4   | 10  | 12  | 451 |
| 3    | Nissan Nissan / McLaren          | 7   | 4   | 3    | 1    | 2    | 1   | 5    | 6   | 3   | 3   | 4   | 2   | 7   | 16  | 8   | 1   | 273 |
| 3    | Nissan Nissan / McLaren          | 11  | 11  | 4    | 3    | 11   | 9   | 8    | 8   | 9   | 8   | 11  | 10  | 15  | 18  | 14  | 10  | 273 |
| 4    | Stellantis DS Penske / Maserati  | 4   | 2   | 5    | 7    | 1    | 3   | 7    | 3   | 2   | 7   | 6   | 6   | 3   | 5   | 9   | 5   | 263 |
| 4    | Stellantis DS Penske / Maserati  | 6   | 7   | 8    | 8    | 12   | 6   | 9    | 4   | 7   | 10  | 9   | 7   | 9   | 8   | 17  | 8   | 263 |
| 5    | Mahindra ABT / Mahindra          | 13  | 15  | 11   | 12   | 7    | 10  | 4    | 11  | 8   | 11  | 7   | 13  | 4   | 6   | 4   | 6   | 95  |
| 5    | Mahindra ABT / Mahindra          | 15  | 17  | 13   | 13   | Abd. | 11  | 11   | 12  | 11  | 15  | 10  | 15  | 5   | 17  | 5   | 9   | 95  |
| 6    | Electric Racing Technologies ERT | 18  | 9   | 17   | 16   | 10   | 4   | 6    | 13  | 14  | 13  | 13  | 18  | 14  | 14  | 12  | 11  | 23  |
| 6    | Electric Racing Technologies ERT | DNS | 21  | Abd. | Dsq. | 18   | 15  | 14   | 19  | 16  | 17  | 19  | 21  | 17  | 15  | 13  | 14  | 23  |
| Pos. | Constructeur                     | MEX | DAR | DAR  | SAO  | TKO  | MIS | MIS  | MON | BER | BER | SHG | SHG | POR | POR | LON | LON | Pts |